# 馬偕
馬偕（台湾語: Má-kai, 北京語ウェード式: Ma-chie　ピン音：Majie、 1844年3月21日 - 1901年6月2日）は、スコットランド系カナダ人の宣教師、医者（歯科医師）、教育者で、本名はジョージ・Ｌ・マッケイ（George Leslie Mackay）。正式な漢文の氏名は偕叡理だが、通称「馬偕」または「馬偕博士」。
1871年にカナダ長老派教会ミッションとして台湾へ移住し、翌年より淡水鎮を中心にキリスト教の宣教を始めた。そして1880年までの間に淡水・五股・苗栗・台北・基隆 ・新竹などに二十以上の教会を設立した。その後も宜蘭、花蓮などの台湾原住民の居住地へ赴き、台湾北部を積極的に布教を行った。台湾南部を同様に医療宣教をしたジェームズ・マックスウェル師（James Laidlaw Maxwell、中国語名：馬雅各）と共に、台湾基督長老教会の生みの親。
1878年に台湾女性の張聡明と結婚。
キリスト教の布教以外にも医療活動（抜歯やマラリア予防）および教育活動にも熱心で、1882年には現在の馬偕記念医院の前身である滬尾偕醫館を設立。また、同年に北部台湾で初めての西洋式教育を行う学校、牛津學堂（Tamsui Oxford College、現在の真理大学）を創設。二年後の1884年には女性教育のための女學堂を創設し、台湾の女子教育のさきがけとなった。

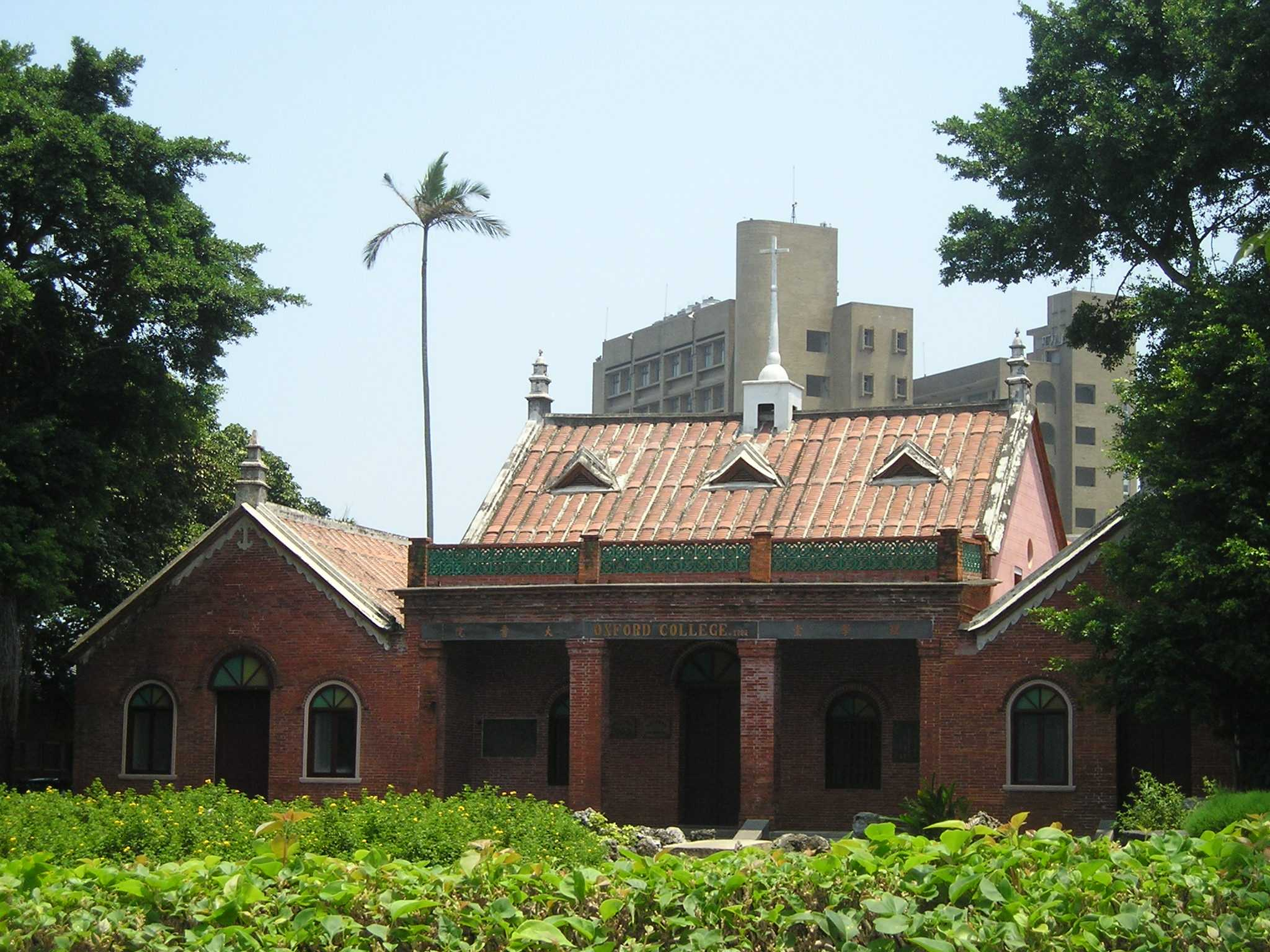
牛津学堂

1896年には当時の台湾総督であった乃木希典の訪問を受ける。
1900年、牛津學堂の教壇にすら立てなくなったことで自身の最後が迫っていることを悟った彼は、交替で彼の介護をしていた家人と学生の目を盗んで学校のチャイムを鳴らし、生徒を呼び集めると力を振りしぼって最後の授業を行った。
1901年6月2日、癌のため淡水の自宅で死去。
台湾における医療への貢献度は高く、今もなお、キリスト教徒以外の台湾人からも「馬偕博士」と呼ばれ、親しまれている。